# Dacia Lodgy
Le Dacia Lodgy est un monospace économique du groupe Renault vendu sous la marque Dacia en Europe, au Maghreb, en Turquie et en Israël et sous la marque Renault sur les autres marchés.

## Historique
Dérivant du SUV à succès Dacia Duster, le Lodgy est développé sous le code J92. Après l'avoir annoncé sous le nom de Popster, Dacia révèle la version Trophée Andros et officialise le nom Lodgy le 14 novembre 2011.[réf. nécessaire]
La présentation officielle a eu lieu au salon automobile de Genève 2012, pour une commercialisation effective au mois d'avril 2012. Le design du Lodgy a été révélé le 5 janvier 2012 sur le site du constructeur Renault.
Le modèle Lodgy propose des équipements inédits jusqu'alors pour la marque Dacia, tel que le limiteur de vitesse ou le GPS tactile. Situé à mi-chemin entre le break et le monospace, ce véhicule dispose de 5 ou 7 places.
En 2014, 27 999 Lodgy ont été produites dont 940 sous la marque Renault.
En janvier 2017, les Lodgy et Dokker sont restylés : ils reçoivent une calandre à huit barrettes, la baguette chromée arrive sur le hayon du Lodgy avec de nouvelles jantes tandis qu'à l'intérieur, de nouvelles selleries et de matériaux avec un volant à quatre branches apparaissent aussi dans les deux autos. Le lancement en concession date d'avril 2017.
Le Lodgy n'est plus produit depuis 2022[réf. nécessaire] et est remplacé par le break Jogger.

## Liste des équipements
Pour la France, au lancement la gamme était constituée des finitions :
- Lodgy : réservé au seul moteur essence 1.6 MPI 85 cv, direction assistée, 4 airbags, freinage ABS
- Ambiance : Lodgy + vitres avant électriques, centralisation des portes par télécommande, siège et volant réglables en hauteur, rangement de casquette de tableau de bord, boite à gants fermée
- Lauréate : Ambiance + climatisation manuelle, limiteur de vitesse, rétroviseurs électriques, finition avec inserts chromés
- Prestige : Lauréate + vitres arrière électriques, jantes alliage 16 pouces, radars de recul, navigation GPS tactile MEDIANAV, volant et pommeau de vitesses en cuir

Une série limitée Silverline  équipée du bloc Tce 115 est lancée en juin 2013. Elle se situe entre les versions Ambiance et Lauréate.
En novembre 2013, la gamme a été remaniée . Les finitions sont alors les suivantes :
- Lodgy : même version que précédemment.
- Silverline : Lodgy + climatisation manuelle, Dacia Plug&Radio, boucliers avant et arrière bi-ton, ordinateur de bord, baguettes latérales noires, banquette rang 2 rabattable 1/3 2/3, cache bagage, condamnation centralisée, vitres avant électriques
- Blackline : Silverline + barre de toit chrome satiné, jantes alliage 16 pouces, Media Nav, limiteur de vitesse, aide au parking arrière, antibrouillards, vitres arrière électriques, pack confort avec réglage du volant, siège conducteur et ceintures en hauteur, rétroviseur électrique, volant et pommeau de vitesse cuir, vide-main fermable.
- Stepway (depuis septembre 2014) : Silverline +  barre de toit Dark Metal + jantes alliage 16 pouces Dark Metal + rétroviseurs extérieurs Dark Metal + pack All Road + pack confort + sellerie spécifique + joncs bleus à la place du chrome.

L'option pack « off-road » qui modifie l'apparence disparait au profit de la finition Stepway.
Parmi les nouvelles options se trouvent, entre autres, des sièges en cuir et les sièges avant chauffants.

## Motorisations
À sa sortie en France, le Dacia Lodgy proposait en essence seulement le 1.6 MPI 85, et en diesel les 1.5 DCi 90 et 110ch. Seules les motorisations Diesel peuvent équiper le Lodgy 7 places au lancement du véhicule.
En juin 2013, le bloc inédit 1.2 TCe 115 dérivé du bloc Energy 115 de la gamme Renault devient disponible.
À partir de 2020 et pour sa fin de carrière, Dacia propose le nouveau bloc 1.3 TCe en remplacement du 1.2, dans sa version 130 cv ainsi qu'une version dégonflée à 100 cv pour l'entrée de gamme.
| Modèle           | Cylindrée (cm3) | Puissance (ch) | Couple (nm) | Vitesse maximum (km/h) | Consommation (l/100 km) | Émissions de CO2/km en g |
| ---------------- | --------------- | -------------- | ----------- | ---------------------- | ----------------------- | ------------------------ |
| 1.6 16v          | 1 598           | 85             | 134         | 160                    | 7,1                     | 163                      |
| 1.2 Tce 115      | 1 198           | 115            | 190         | 179                    | 5,7                     | 131                      |
| 1.3 Tce 100      | 1 332           | 100            | 200         | 177                    | 5,9                     | 134                      |
| 1.3 Tce 130      | 1 332           | 130            | 240         |                        | 5,9                     | 134                      |
| 1.5 DCi 90       | 1 461           | 90             | 200         | 169                    | 4,2                     | 109                      |
| 1.5 Blue dCi 95  | 1 461           | 95             | 220         | 177                    | 4,1                     | 109                      |
| 1.5 DCi 110      | 1 461           | 110            | 240         | 175                    | 4,2                     | 116                      |
| 1.5 Blue dCi 115 | 1 461           | 115            | 220         | 185                    | 4,1                     | 109                      |

## Finitions
Stepway

### Séries spéciales
- Explorer
- Advance
- Techroad
- Série 15ans

## Accueil et critiques de la presse
Le Dacia Lodgy est accueilli de manière très positive par l'ensemble de la presse, qui salue son volume intérieur, son confort de suspension, son progrès en équipement par rapport au reste de la gamme, et l'attention portée à l'insonorisation, à la direction, au freinage et à la présentation générale[réf. nécessaire]. Son prix sans réelle concurrence à sa sortie fait aussi évidemment partie des points forts, bien qu'il soit légèrement supérieur à celui de la Logan MCV, il est vrai moins bien équipée.
Au rang des défauts relevés, L'Automobile Magazine 793 de mai 2012 relève un « Antidérapage ESP en option, volant non réglable en profondeur, bruit aérodynamique, etc. » . De manière plus générale, la gourmandise du 1.6 MPI 85 ch est relevée, et si le diesel Dci 110 est salué pour ses performances, son manque de couple sous 2 000 tr/min est souligné dans la quasi-totalité des essais presse, certains lui préférant le plus modeste Dci 90, moins puissant mais plus souple à bas régime. Ainsi Autoplus estime que « Le 1.5 Dci de 90 ch représente le meilleur compromis prix/agrément/performances ».

## Compétition

### Dacia Lodgy Glace
Le concept car Lodgy Trophée Andros, présenté en novembre 2011, connaît son premier engagement en compétition les 3-4 décembre à Val Thorens. Alain Prost remporte la compétition 2011-2012 à son volant.
Comme le Dacia Duster participant précédemment au Trophée Andros, il est construit sur un châssis tubulaire et équipé d'un moteur V6 3.0 issu de l'alliance Renault-Nissan. La conception, la fabrication ainsi que le montage sont l'œuvre de Tork Engineering, tandis que la partie moteur est développée par Sodemo. Les suspensions sont, comme pour Duster, l'œuvre du CERAM, Renault Sport RST apportant le reste de la technique.

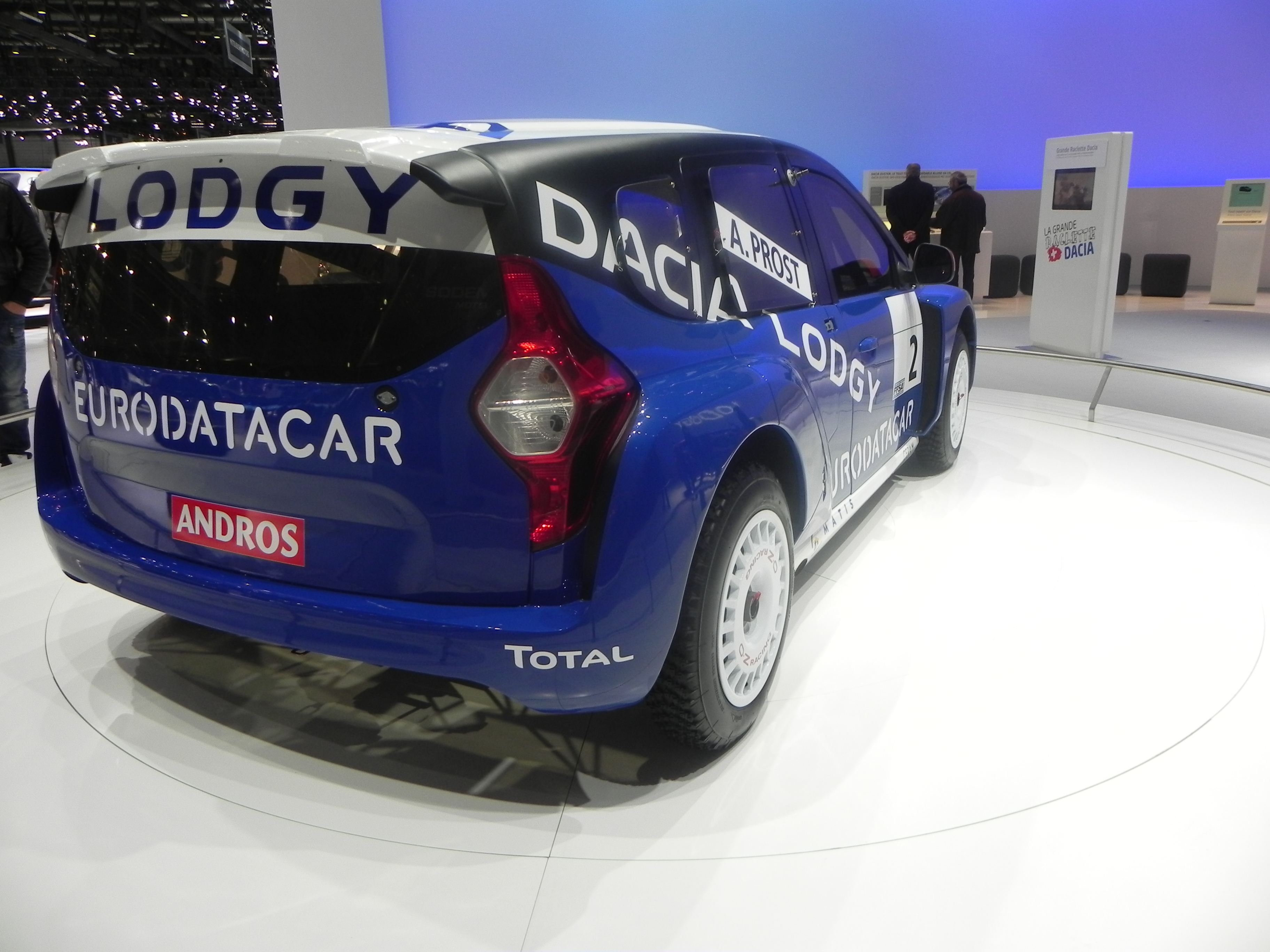
Dacia Lodgy Glace.
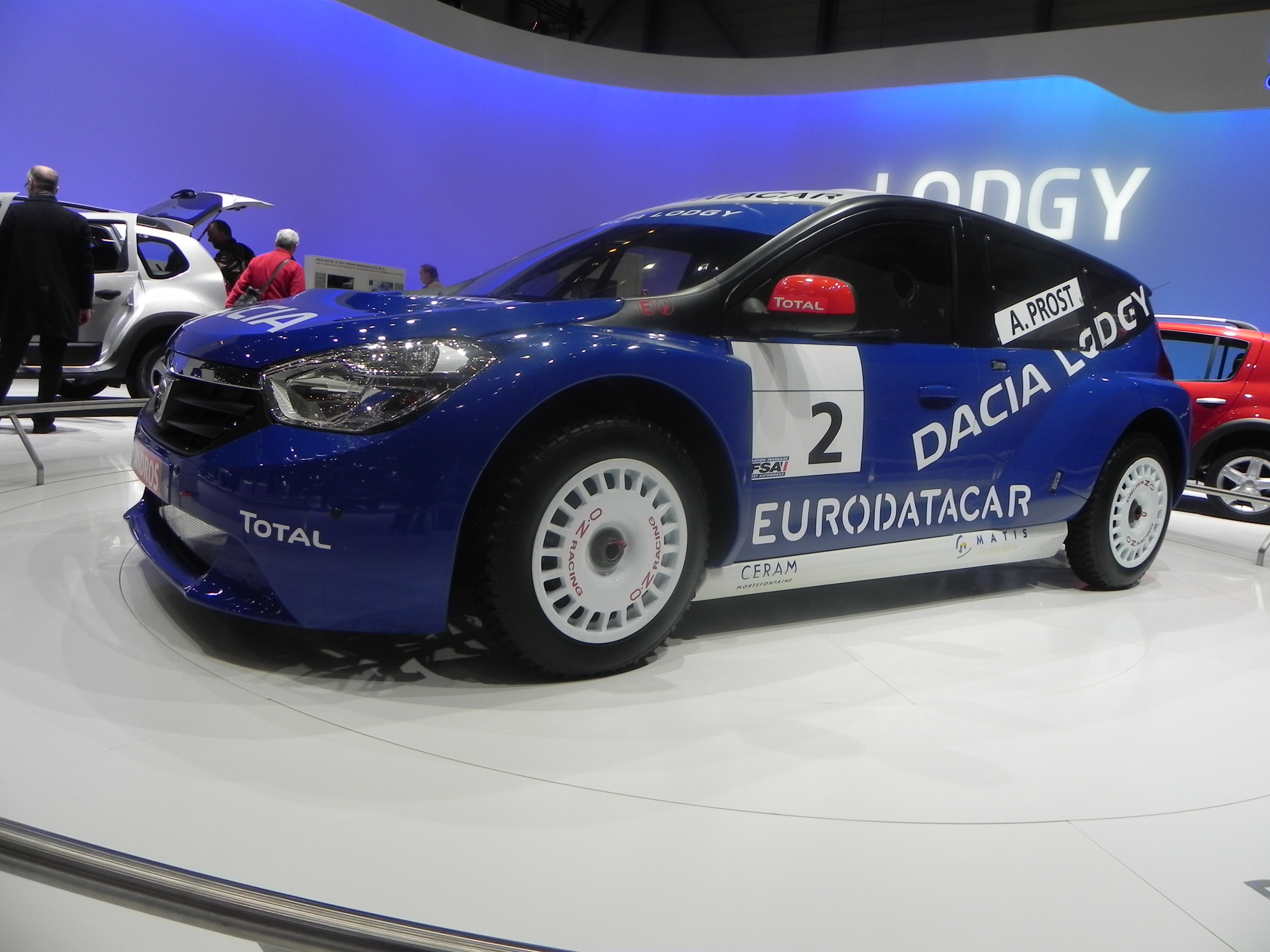
Dacia Lodgy Glace.